# Garcia (zespół muzyczny)
Garcia – niemiecka grupa tworząca muzykę eurodance, elektroniczną muzykę taneczną i muzykę latynoamerykańską, działająca w latach 1996–2000. Jej najbardziej znane piosenki to „Bamboleo” oraz „Vamonos”. Zespół cieszył się popularnością zwłaszcza w trzech europejskich państwach niemieckojęzycznych: Niemczech, Austrii i Szwajcarii. Zewnętrznie grupę reprezentowali: piosenkarz Ouided Khachnaoui, amerykański raper Rob Money i hiszpańska wokalistka Raquel Gomez.

## Single
- 1996: Vamonos (Hey Chico are You Ready)
- 1996: Te quiero, Latina
- 1997: Bamboleo
- 1998: Dance Bamboleo!! (tylko w Japonii)
- 1998: La vida Bonita (wraz z Rodem D.)
- 1999: Kalimba de luna
- 1999: Imagine